# Cantó de Carcassona-Centre

Cantó de Carcassona-Centre

El cantó de Carcassona-Centre és un cantó francès del departament de l'Aude, a la regió d'Occitània. Està inclòs al districte de Carcassona i compta només amb una part de la ciutat de Carcassona.